# Đợi tàu
Đợi tàu là một bộ phim điện ảnh truyền hình được thực hiện bởi Hãng phim Truyền hình Thành phố Hồ Chí Minh, Đài Truyền hình Thành phố Hồ Chí Minh do Trương Dũng làm đạo diễn. Phim dựa trên truyện ngắn Đợi tàu của nhà văn Phan Thị Diệu Thùy. Phim phát sóng lần đầu vào năm 1998 trên kênh HTV9.

## Nội dung
Căn phòng trọ nhỏ ven khu đường ray là nơi náu của những phận người nơi góc khuất của xã hội. Mỗi người mỗi cảnh, họ nương tựa vào nhau mà sống. Chàng kỹ sư nông nghiệp Dũng trước giờ chỉ học mà chưa va chạm nhiều với cuộc sống. Những ngày trọ tạm đợi tàu ở đây đã giúp anh như hiểu thêm và học hỏi được nhiều điều về xã hội, đồng thời anh cũng ngộ ra rằng “Cuộc sống cũng như con tàu, nó đến những ga cần phải đến”.

## Diễn viên
- Kim Khánh trong vai Hà
- Lê Trung Cương trong vai Dũng
- Lê Bình trong vai Ông Lộ
- Nguyễn Hậu trong vai Ông Tư
- Khánh Hà trong vai Thảo
- Uyên Phương trong vai Yến
- Mỹ Hà trong vai Lan
- Ngọc Diễm trong vai Thủy
- Chí Bửu trong vai Tuấn
- Trọng Xuân trong vai Quý Hôi
- Nguyễn Hùng trong vai Khách hớt tóc
- Uyển Thảo trong vai Chủ tiệm hớt tóc
- Kim Phương trong vai Chủ nhà trọ
- Hoàng Nhân trong vai Du đãng
- Ngọc Diễm trong vai Hiền

Và một số diễn viên khác...